# جوزيف أنطون كراوس
جوزيف أنطون كراوس (بالألمانية: Joseph Anton Kraus)‏ هو نحات ألماني، ولد في القرن السابع عشر في برلين في ألمانيا، وتوفي في 1721 في غدانسك في بولندا.